# Fundação da Casa de Bragança

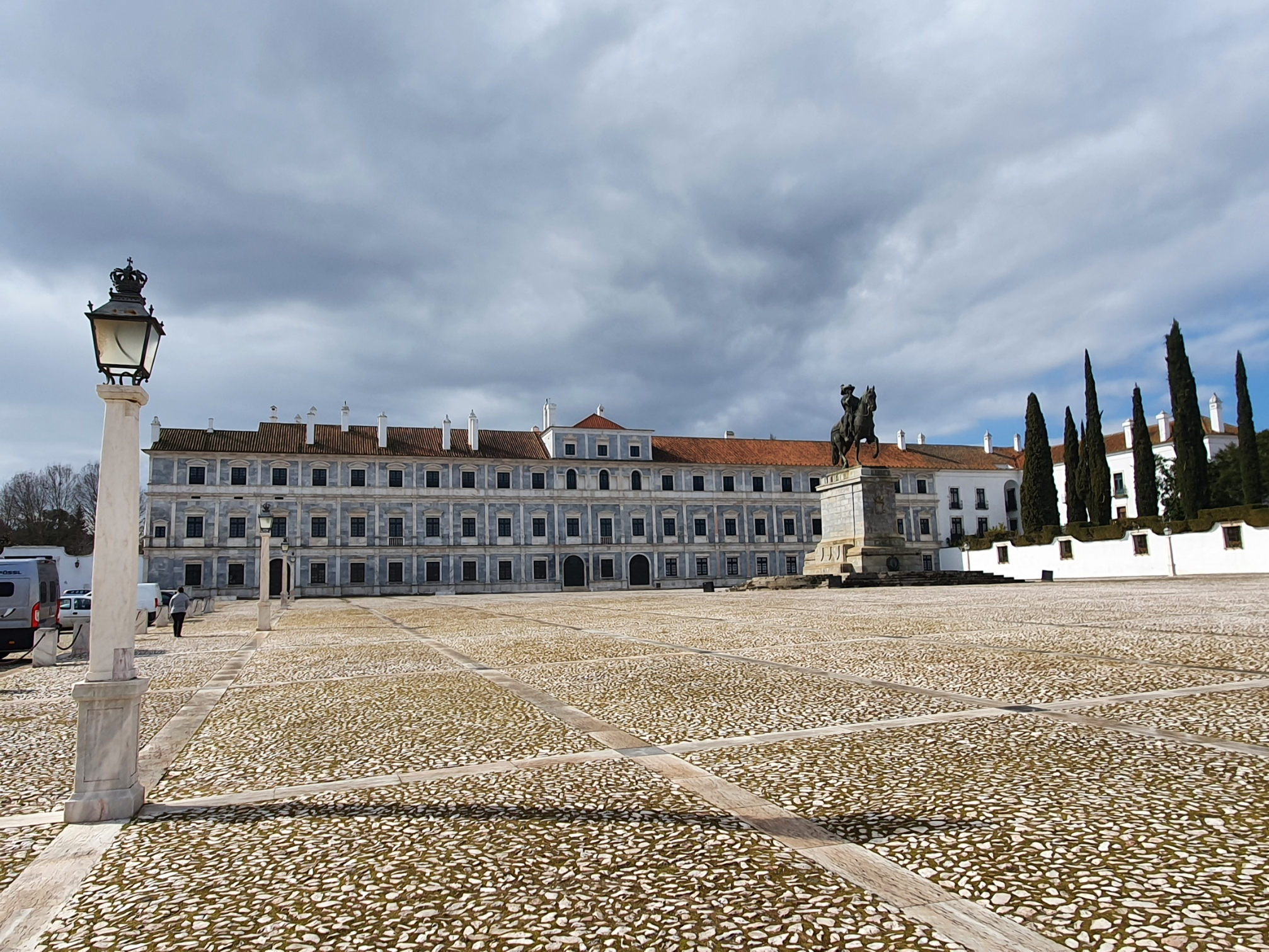
Paço Ducal de Vila Viçosa, um dos imóveis que pertencem à Fundação da Casa de Bragança

A Fundação da Casa de Bragança MHIH é uma fundação com fins culturais, religiosos, artísticos e sociais, com objectivos de beneficência e de utilidade pública, sediada em Portugal.
Foi instituída como "pessoa colectiva de substrato patrimonial, de direito privado e utilidade pública" pelo Decreto-Lei n.º 23240, de 21 de Novembro de 1933, para dar cumprimento à cláusula 14.ª do testamento de 20 de Setembro de 1915, do último rei do Reino de Portugal.
D. Manuel II, que reinou em Portugal de 1908 até à implantação da República, dizia aí que "todas as minhas colecções constituam um Museu, para utilidade de Portugal, minha bem amada Pátria".
Daí o seu património ter sido constituído pelos seus bens pessoais, após ter falecido, que eram bens integrantes do património da Casa de Bragança, onde se incluíam o Paço Ducal de Vila Viçosa e muitas propriedades espalhadas pelos Concelhos de Vila Viçosa, Estremoz, Portel, Vendas Novas, Ourém e Lisboa, entre outras.

## Uma originalidade jurídica
O diploma legal que criou a Fundação — um Decreto-lei — não foi um acto materialmente legislativo, faltando-lhe o indispensável carácter de generalidade e de abstracção, sendo antes um documento instituidor, como o são os pactos sociais ou institucionais privados. A anomalia ou originalidade jurídica do diploma que criou esta Fundação, talvez sem paralelo no mundo ocidental, radica na busca arbitrária de uma solução jurídica para um problema político: o governo de Salazar quis evitar que os bens vinculados da Casa de Bragança fossem atribuídos às herdeiras de D. Manuel II, mãe e esposa, rainhas D. Amélia e D. Augusta Vitória.

## O testamento de D. Manuel II
O testamento do rei D. Manuel II, com a data 20 de Setembro de 1915, na parte respeitante aos seus bens privados, dizia no seu Artigo 14.º, que "todas as minhas colecções constituam um Museu, para utilidade de Portugal, minha bem amada Pátria". Este Museu, deveria ser instalado em Portugal, seria denominado "Museu da Casa de Bragança", e ficar sujeito à direcção e gerência dum conselho de administração composto pelas seguintes pessoas: António Vasco César de Melo, conde de Sabugosa; coronel Fernando Eduardo de Serpa Pimentel; dr. Vicente Monteiro; à pessoa que estiver "desempenhando as funções de administrador da Casa de Bragança" (na altura o general Charters de Azevedo); médico dr. António de Lancastre; D. José de Almeida Correia de Sá, marquês do Lavradio; e o conde de Penha Garcia (identificadas no Art. 2.º). D. Manuel II declarava também que todas as particularidades respeitantes à "situação, estabelecimento, constituição, administração do dito Museu" e a tudo o mais que lhe diga respeito, inclusive a maneira de substituir os administradores falecidos ou que se tenham retirado do conselho, ficavam na absoluta discrição dos nomeados, cuja decisão seria "definitiva e por ninguém poderia ser impugnada sob nenhum pretexto".
Por "a minha colecção", nesse seu testamento (Art.º 11. a). ), significava para D. Manuel II, todas as pratas, jóias, quadros, desenhos, estampas, porcelanas, tapeçarias, móveis, tapetes, cristais, rendas, livros e quaisquer outros artigos de arte ou de curiosidade, ou próprios de Museu (vertu), sejam quais forem, que me pertençam à data da minha morte, tanto nos Palácios Reais, como fora deles, em Portugal, Inglaterra, ou outros países.
No final do Art.º 15, dizia D. Manuel II: "Determino ainda que as minhas propriedades portuguesas, Paço de Massarelos, em Caxias e suas dependências conhecidas por Estacas e Brejos, e o Castelo do Alvito, no Alentejo, sejam entregues pelos meus trustees portugueses à Administração do referido Museu da Casa de Bragança". 
A expressão "minhas propriedades portuguesas" significava e compreendia, no seu testamento (Art. 11.º b). ): "1.º O meu palácio das Carrancas, no Porto" (que D. Manuel atribuía à Santa Casa da Misericórdia do Porto, no Art.º 15.º); 2.º O Paço de Massarelos, em Caxias e suas dependências conhecidas por Estacas e Brejos; 3.º O meu Castelo do Alvito, no Alentejo."
Acerca do "conjunto de propriedades conhecido em Portugal sob o nome de Casa de Bragança", D. Manuel II não dispunha, assumindo que, no caso de vir a ter um filho ou filha, na maioridade, a ele ou ela esses bens se destinariam, pois entraria como herdeiro ou herdeira na linha de sucessão da Casa de Bragança. No caso de vir a ter filhos, as suas propriedades portuguesas (definidas no Art.º 11 b). ) teriam que ser partilhadas pelos que não fossem os herdeiros da Casa de Bragança (Art.º 17).
D. Manuel II entendia pois que os bens da Casa de Bragança eram bens vinculados, constituindo uma propriedade particular de natureza especial, não partilhável nem susceptível de disposição testamentária.

## Os protestos contra a Fundação
Em 1932, após a morte do último rei de Portugal, uma alegada filha bastarda do rei D. Carlos I e, portanto, alegadamente, meia-irmã do rei D. Manuel II, conhecida como Maria Pia de Saxe-Coburgo e Bragança, sustentando-se no texto das Cortes de Lamego que definiam que «se el Rey falecer sem filhos, em caso que tenha irmão, possuirá o Reyno em sua vida», reclamou a titularidade do Ducado de Bragança e defendeu ser a legítima Rainha de Portugal. Por esse mesmo motivo, foi uma das principais contestatárias da validade da Fundação da Casa de Bragança e da Fundação de D. Manuel II, tendo mesmo chegado a ser detida temporariamente devido à sua manifesta oposição ao salazarismo.
Um outro protesto contra o Decreto-Lei nº 23240, de 21 de Novembro de 1933, foi entregue no dia 19 de Fevereiro de 1934 ao presidente do Governo, António de Oliveira Salazar, pelo conde de Almada, acompanhado por João de Azevedo Coutinho. O protesto, assinado pelo pretendente miguelista Duarte Nuno de Bragança, então no exílio, era formulado perante o Governo e perante o Povo Português, indo acompanhado de um Parecer Jurídico subscrito por José Augusto de Queirós Ribeiro Vaz Pinto, Luís Carlos de Lima de Almeida Braga, Simeão Pinto de Mesquita, com o acordo de António Pinto de Mesquita Carvalho Magalhães e Domingos Pinto Coelho.
O Parecer Jurídico que acompanhava este protesto, explicava os fundamentos jurídicos dos supostos direitos de sucessão na pessoa de D. Duarte Nuno, e as razões pelas quais o vínculo em causa era uma instituição de direito privado, ainda não abolido por via legislativa. 
No essencial, Duarte Nuno de Bragança protestava contra a "disposição de confisco" contida no referido Decreto-lei, lembrando "que pela expressa vontade dos instituidores do vínculo e pelas leis seculares que informam a posse e sucessão na Casa de Bragança, esta constitui uma propriedade particular de natureza especial, não partilhável nem susceptível de disposição testamentária". Duarte Nuno referia que o seu protesto não era motivado por "impulso de ambição": tendo "nascido e criado em um lar proscrito", aprendera no desterro a viver na pobreza, mas sempre "a amar e a servir Portugal".
Importava-lhe, porém, como dizia, "defender e assegurar a função histórica de uma Casa que foi durante séculos verdadeira Instituição Nacional, garantida pela posse da Sua Família e por leis que não foram legitimamente revogadas." Concluía o seu protesto, dizendo que o seu silêncio "poderia ser levado à conta de assentimento tácito à flagrante, injusta e por todos os títulos bem inesperada violação de direitos, que são meus e dos meus sucessores, direitos aos quais não renuncio nem me é dado renunciar, porque pertencerão no futuro, como hoje, ao Chefe da Casa de Bragança, à qual cumpre continuar na história da Pátria as gloriosas tradições do seu passado".
Em resposta ao protesto e ao parecer dos juristas, Fernando Martins de Carvalho escreveu duas cartas, publicadas em 7 e 8 de Março de 1934 no Diário de Notícias, que suscitou de imediato réplicas, abrindo-se uma larga controvérsia na imprensa sobre o destino dado aos bens da Casa de Bragança.
Em defesa do diploma do Governo, Martins de Carvalho advogou no essencial a tese da caducidade automática do vínculo com o desaparecimento da entidade “príncipe real”, ao que os vários juristas responderam que o vínculo brigantino subsistia, como se demonstrava antes de mais pela legislação da República — o Decreto de 15 de Outubro de 1910 proscrevera a Família Real, mas, no seu Art.º 5.º, reservava para mais tarde a solução do problema dos seus bens. O período revolucionário fora encerrado e o assunto ficara por resolver. Demonstrava-o o facto da Casa de Bragança ter continuado a receber as suas inscrições da Junta do Crédito Público e a votar, na qualidade de jurista, para a referida Junta. O regime republicano, ao não extinguir o vínculo da Casa de Bragança, encontrara afinal uma fórmula cómoda de conciliar os interesses particulares do rei D. Manuel II com o sossego e as amizades da República. Martins de Carvalho advogava também que os vínculos estariam extintos, mas na época existia outra instituição vincular de direito privado, como o “Casal de Família”, criada na vigência da Constituição de 1911, pelo Decreto n.º 7033, de 16 de Outubro de 1920.

## Património
Tendo recebido os bens pessoais de Manuel II de Portugal, bem como o património vinculado da Casa de Bragança, o seu património é muito significativo em valor comercial e em rendimentos permanentes.
Os rendimentos permanentes da Fundação têm uma acentuada componente agrícola, especialmente provenientes da exploração florestal, sobretudo da cortiça, que constitui a parcela mais significativa das suas receitas. Em algumas das propriedades efectua-se a exploração da actividade cinegética, através de contratos com sociedades de caça. Na Tapada Real de Vila Viçosa existem populações de veados e de gamos, realizando-se caçadas em períodos e condições fixadas pela Fundação.
As propriedades agrícolas e florestais da Fundação situam-se sobretudo no Alentejo, distribuindo-se por 12 concelhos, com maior concentração no concelho de Vendas Novas, seguido pelos concelhos de Estremoz e de Portel. Tem também propriedades no concelho de Ourém. Em Vendas Novas, existe a "Escola Agrícola D. Carlos I", ministrando cursos desde 1987. O funcionamento desta escola é da responsabilidade da "Associação Técnico Profissional D. Carlos I", criada em Outubro de 1996.
A Fundação é também responsável pela preservação de um número significativo de edifícios, muitos dos quais com a classificação de monumentos nacionais. O mais conhecido e importante é o Paço Ducal de Vila Viçosa, integrado numa praça quadrangular que inclui a Igreja dos Agostinhos — Panteão dos Duques; a Igreja das Chagas — Panteão das Duquesas; o Convento das Chagas; e o Paço do Bispo, onde se encontra o Arquivo da Casa de Bragança.
O Convento das Chagas é actualmente a "Pousada D. João IV", explorado pelas Pousadas de Portugal do grupo Pestana que, mediante protocolo com a Fundação, assegura a sua recuperação e mantém a conservação.
Os cinco castelos da Fundação dão a dimensão do seu património no sul de Portugal: Castelo de Alter do Chão, Castelo de Portel, Castelo de Ourém, Castelo de Alvito (também explorada pelas Pousadas de Portugal) e o Castelo de Vila Viçosa. Este último é o mais importante pela sua ligação à Restauração da Independência em 1640, no qual se incluem dois museus: o Museu de Arqueologia e o Museu da Caça. São igualmente da Fundação os edifícios que se encontram na Tapada Real de Vila Viçosa: Paço da Tapada e as Capelas de N.ª Senhora de Belém, S. Jerónimo e Santo Eustáquio, bem como, em Vendas Novas, a Casa da Administração, na Quinta do Pessegueiro, e o Pavilhão de Caça na Herdade do Vidigal, onde também existe um tentadeiro para touros de lide.
Em Lisboa, detém o edifício da sua antiga sede na Praça do Príncipe Real. 
A sede da Fundação está instalada, desde Outubro de 2000, no Paço de Massarelos, em Caxias.

## Cronologia
- 1915 – Testamento de D. Manuel II, com data de 20 de Setembro.

- 1931 – Decreto com força de Lei n.º 20158, de 29 de Julho, estabelecendo os bens da Casa de Bragança como propriedade privada do senhor D. Manuel II.

- 1932 – Morte súbita em Londres de D. Manuel II, em consequência de um edema sufocante da glote.

- 1933 – Decreto-Lei n.º 23240, de 21 de Novembro, institui a Fundação da Casa de Bragança com os bens da Casa de Bragança.

- 1934 – Protesto do pretendente miguelista Duarte Nuno contra o Decreto-Lei n.º 23 240, de 21 de Novembro de 1933, no qual Salazar resolveu, arbitrariamente, dispor dos bens da Casa de Bragança, instituindo a Fundação da Casa de Bragança.

- 1944 – Decreto-Lei N.º 33726, de 21 de Junho, autorizando a Fundação a contrair um empréstimo garantido pelo Estado destinado à compra do usufruto das herdeiras de D. Manuel II (mãe e esposa, rainhas D. Amélia e D. Augusta Vitória), à realização de obras de grande reparação no Paço Ducal e às despesas de instalação do Museu – Biblioteca. Este diploma também introduziu alterações substanciais à orgânica da Fundação.

- 1952 – Decreto-Lei n.º 38848, de 4 de Agosto, segundo o qual, mediante decisão unânime fundamentada da Junta da Casa de Bragança, poderia esta praticar «quaisquer actos que se compreendam na função histórica da Fundação da Casa de Bragança».

- 1974 – De 23 para 24 de Setembro, declarou-se um incêndio no Palácio da Ajuda que, segundo relatou a imprensa, teria destruído a quase totalidade das obras de arte ali existentes, incluindo um número aproximado de 500 quadros. Um desses quadros, com autoria atribuída a Rembrandt (auto-retrato), terá sido negociado em Paris, no Palácio Galiera, em fins de Novembro de 1974, e um outro, da autoria de um famoso pintor italiano do século XIX, representando militares a cavalo, terá sido negociado pela Casa Christie's, de Londres, nos princípios de 1975.

- 1976 – Na Sala das Sessões da Assembleia Constituinte, em 4 de Março de 1976, o Deputado do MDP/CDE, Levy Baptista, levanta o problema das obras de arte da Ajuda e das fundações criadas com os bens da Casa de Bragança.

- 1982 – É galardoada com o grau de Membro-Honorário da Ordem do Infante D. Henrique a 6 de Julho;[7] Despacho do Primeiro Ministro, Francisco Pinto Balsemão, de 12 de Julho, publicado no Diário da República, II Série, de 22 do mesmo mês e ano ao abrigo dos artigos 2.0 e 3.0 do DL n.º 460/77, de 7 de Novembro, atribuindo à Fundação a qualificação de "pessoa colectiva de utilidade pública".